# Ulf Thorsell
Ulf Thorsell (18 maart 1956 – 8 juni 2021) was een Zweeds professioneel tafeltennisser.
In 1980 werd hij, met het Zweedse team, Europees kampioen nadat ze vier jaar eerder al eens de finale hadden verloren. Na in 1981 zijn spelersloopbaan te hebben beëindigd, verhuisde hij naar Albufeira (Portugal), waar 
hij op 65-jarige leeftijd overleed aan hartfalen.

## Belangrijkste resultaten
- WK
  -  Brons met het team in 1975 in Calcutta.
  -  Brons met het team in 1977 in Birmingham.
- EK
  -  Goud met het team in 1980 in Bern.
  -  Zilver met het team in 1976 in Praag.
- Top-12
  -  Zilver in 1980.